# Macrobrachium petronioi
Macrobrachium petronioi är en kräftdjursart som beskrevs av Melo, Labao och Fernandes 1986. Macrobrachium petronioi ingår i släktet Macrobrachium och familjen Palaemonidae. Inga underarter finns listade i Catalogue of Life.